# Hughson (Kalifornija)
Hughson je grad u američkoj saveznoj državi Kalifornija. Prema popisu stanovništva iz 2010. u njemu je živjelo 6.640 stanovnika.